# Rivière des Petites Bergeronnes
La rivière des Petites Bergeronnes coule vers le sud, sur la rive nord du fleuve Saint-Laurent, dans la municipalité des Bergeronnes, dans la municipalité régionale de comté (MRC) de La Haute-Côte-Nord dans la région administrative de la Côte-Nord, au Québec, au Canada. Elle se jette dans l'estuaire du Saint-Laurent aux Bergeronnes.
La partie inférieure du bassin versant de la rivière des Petites Bergeronnes est desservie par la route 138 qui la longe sur 4,1 km et la traverse vers le milieu de ce segment. À partir de la route 138, la rive ouest est desservie par une route forestière menant vers le nord jusqu'au lac des Sables.
La surface de la « rivière des Petits Bergeronnes » est habituellement gelée de la fin novembre au début avril, toutefois la circulation sécuritaire sur la glace se fait généralement de la mi-décembre à la fin mars.

## Géographie

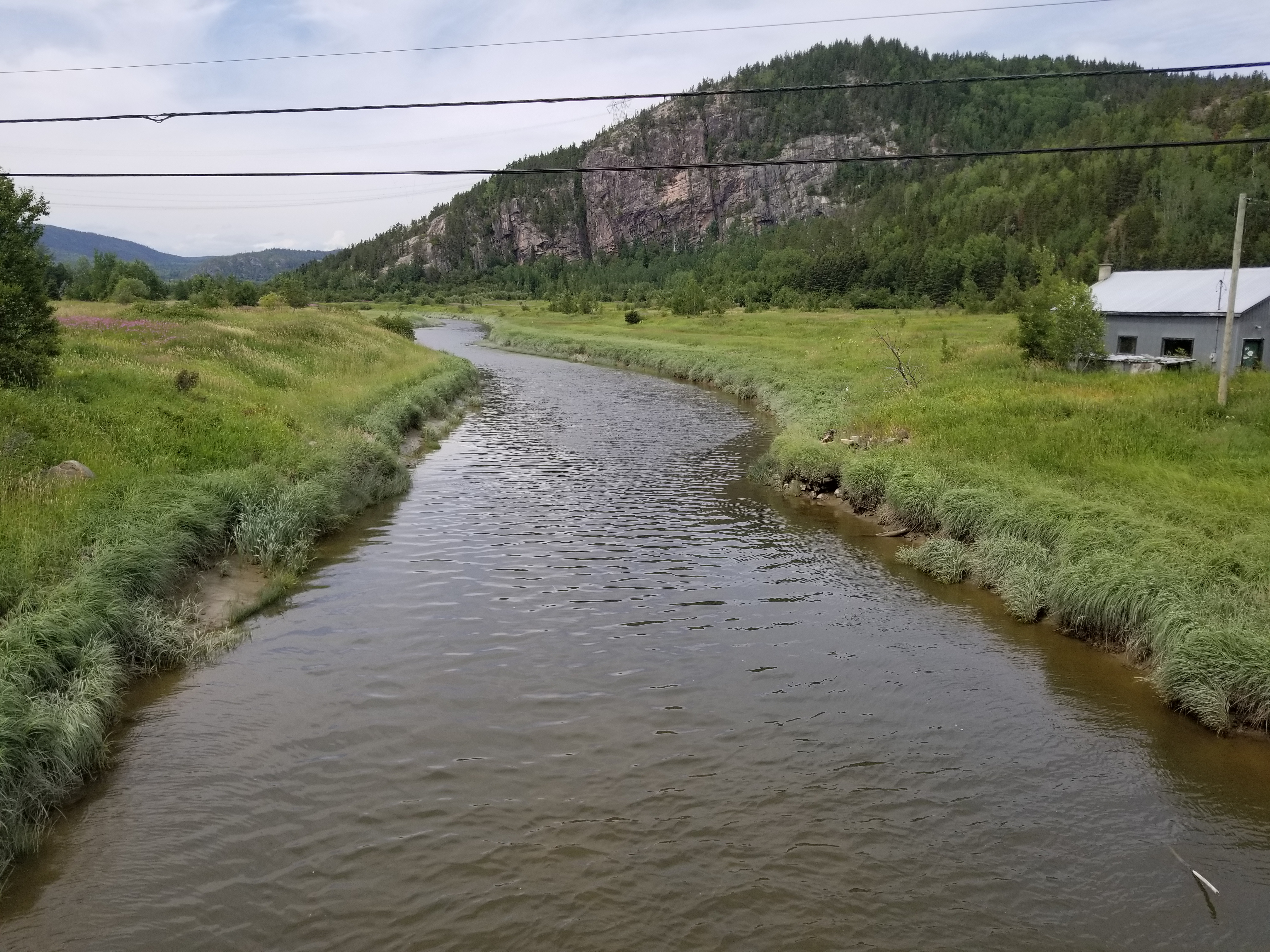
Vue vers l'amont du cours de la rivière des Petites Bergeronnes à partir du pont de la route 138.

La rivière des Petites Bergeronnes prend sa source au Lac des Sables (longueur : 4,8 km ; largeur : 3,9 km ; altitude : 121 m). Ce dernier est alimenté par (liste selon le sens horaire à partir de l'embouchure) : la décharge du lac La Peltrie, décharge du lac Paradis, décharge du lac à Patry, décharge du lac à Ludger, rivière des Sables (lac des Sables), décharge du lac Méo, ruisseau Narcisse, ruisseau à Fidèle, décharge du lac Bany.
À partir du lac des Sables, le cours de la rivière descend sur 12,2 km d'abord en zone forestière, puis en zone agricole, selon les segments suivants :
- 2,9 km vers le sud, jusqu'à un barrage de retenue ;
- 1,0 km vers le sud-est, jusqu'au ruisseau de la Coulée Maltais (venant du nord-est) ;
- 3,9 km vers le sud-est, jusqu'au pont de la route 138 ;
- 1,6 km vers le sud-est, jusqu'à un coude de rivière, correspondant à la décharge (venant du nord) du Premier lac de l'Aqueduc et du Deuxième lac de l'Aqueduc ;
- 2,8 km (incluant une zone de grès de 1,7 km à marée basse) vers le sud en traversant la baie des Petites Bergeronnes, jusqu'à l'embouchure de la rivière[2].

L'embouchure de la rivière des Petites Bergeronnes se déverse à 2,5 km au sud-est de l'embouchure de la rivière des Grandes Bergeronnes, à 12,6 km au nord-est de l'embouchure de la rivière Saguenay et à 4,4 km au sud-est du centre du village Grandes-Bergeronnes.

## Toponymie
Le toponyme Rivière des Petites Bergeronnes a été officialisé le 4 avril 1982 à la Banque des noms de lieux de la Commission de toponymie du Québec.